# Gustav Neckel
Karl Gustav Paul Christoph Neckel (Wismar, 1878. január 17. – Drezda, 1940. november 24.) német középkorkutató. Szakterülete a germán és skandináv középkor.

## Élete
Apja, Gustav (1844–1923) gyártulajdonos és üzletember. Anyja, Amanda, szül. Paetow, 1854-től 1914-ig élt.
1896-ban Wismarban érettségizett. Ezután német filológiát hallgatott Münchenben (1896–1897-ben, H. Paulnál), Lipcsében (1897–1898-ban, E. Sieversnél) és Berlinben (1898–1902-ben, Andreas Heuslernél). 1900-ban doktorált Heuslernél. Ezt követően tanárként dolgozott. 1909-ben habilitált, majd egyetemi magántanár lett. 1911-ben ő lett Bernhard Kahle professzor utódja a Heidelbergi Egyetemen (északi filológia). 1919–1920 között Berlinben tanított. 1920 nyári szemeszterétől 1935-ig, Heusler utódjaként, egyetemi tanár Berlinben germanisztika, kiváltképp az északi nyelvek területén. Ez a katedra 1935-ben a Göttingeni Egyetemre költözött – egy konfliktus miatt Bernhard Kummerrel –, Neckelt pedig az új skandinavisztika szak vezetőjének nevezték ki a német filológia szemináriumon. 1933-tól a Német Hitmozgalom tagja.
Kutatásainak középpontjában a germán archeológia és az északi nyelvek álltak. Az egyik tanítványa Wilhelm Wissmann.

## Emlékezete
- A Neckel család honlapja

## Írásai, fordításai
- Az ógermán vonatkozói mellékmondatokról, 1900
- Adalékok az Edda-kutatáshoz, 1908
- Thule gyűjtemény - XII. kötet – Hét történet a keleti családokról, 1913
- Amerika első felfedezése kr.u. 1000-ben az északi germánok által, 1913, 1934
- Valhalla, tanulmányok a germán túlvilághitről, 1913
- Tanulmányok a germánok világvége költészetéről, 1918
- Baldur hagyománya, 1920
- Óészaki irodalom, 1923
- Germánok az őskorban, 1924
- Thule gyűjtemény - XX. kötet – Az ifjabb Edda, 1925
- Az egyház kardja és a germán ellenállás, 1926
- Germánok és kelták, 1929
- Germán mondák – I. kötet – Mondák a germán ókorból, 1935
- Germán mondák – II. kötet – Az ókortól a középkorig, 1935
- Germán mondák – III. kötet – Vegyes mondák, 1936
- Edda, 1936
- Germán hősiesség, 1925, 1934
- Ógermán vallás, 1932
- Szerelem és házasság a kereszténység előtti germánoknál, 1932, 1934, 1936
- A germánok hadművészete és stratégiája, 1934
- A germánok kultúrája, 1934
- A germán őstörténet kutatása napjainkban, 1934
- A germánságról (Válogatott dolgozatok és előadások), 1944

## Magyarul megjelent művei
- Ógermán világkép; ford. Németh Bálint; Disciplina, Pécs, 2018 ISBN 978-615-5820-03-8

## Fordítás
- Ez a szócikk részben vagy egészben  a   Gustav Neckel című német Wikipédia-szócikk ezen változatának fordításán alapul.  Az eredeti cikk szerkesztőit annak laptörténete sorolja fel. Ez a jelzés csupán a megfogalmazás eredetét és a szerzői jogokat jelzi, nem szolgál a cikkben szereplő információk forrásmegjelöléseként.